# Mayday (canción de Coldrain)
«Mayday» es una canción de la banda de rock japonés Coldrain, lanzado a través de Warner Music Japan el 2 de noviembre de 2019 como el cuarto sencillo de su sexto álbum de estudio The Side Effects (2019), producido por Michael Baskette y fue escrito por Masato Hayakawa y Ryo Yokochi. "Mayday" presenta a Ryo Kinoshita de la banda Crystal Lake.
"Mayday" es el segundo tema de apertura de la serie de anime Fire Force. Debido al éxito del sencillo en el anime, comenzó a girar en círculos alrededor de la escena metalcore elevando a la banda a nuevas alturas. Eventualmente también se convertiría en la primera canción de la banda en alcanzar más de 10 millones de reproducciones en Spotify.

## Antecedentes
"Mayday" se lanzó el 2 de noviembre de 2019 como el quinto sencillo de la banda y la pista de apertura de su sexto álbum de estudio The Side Effects, luego del lanzamiento del cuarto sencillo "The Side Effects" que se lanzó en agosto.
En julio de 2019, tras el lanzamiento del segundo sencillo "Coexist". La lista de canciones fue lanzada por la banda y se reveló que Ryo Kinoshita tenía una colaboración en la canción de apertura "Mayday". A fines del mes siguiente, el 26 de agosto, se anunció que "Mayday" sería seleccionado para ser la segunda apertura del anime Fire Force. El guitarrista y uno de los principales compositores, Ryo Yokochi, continuaría explicando el proceso y la colaboración de trabajar en "Mayday" para Fire Force:

"Cuando pudimos hablar, nos pidieron permiso, y comprendimos la información de que el Sr. Okubo solía escuchar música a todo volumen a principios de la década de 2000, y como era algo con la esperanza de música ofensiva, tratamos de hacer con todo lo mejor, el lado oscuro del original (Shin). Me permitieron crear una canción con la imagen de los sentimientos serios y positivos de los miembros que lucharon con el pasado de La y la familia de The Big, y esas cosas, y creo que terminó con un sentimiento muy pesado, fresco y vivo, este "Mayday feat. (Ryo de Crystal Lake)" Espero que el mundo del trabajo como OP del anime televisivo "Flame Fire Brigade" se agregue a la visión del mundo del trabajo de Coldrain".

## Composición
"Mayday" es una canción de metalcore, heavy metal y hard rock. La pista corre a 121 BPM y está en la tonalidad de A# menor. Tiene una duración de tres minutos y 47 segundos. La canción fue escrita por Masato Hayakawa y Ryo Yokochi, fue producida por Michael Baskette, con la voz destacada de Ryo Kinoshita.

## Video musical
El video musical se estrenó el 2 de noviembre de 2019. El video musical está dirigido por Inni Vision, con imágenes de la banda capturadas interpretando "Mayday" en su One Man Tour en Japón. El video presenta a Ryo Kinoshita como invitado especial que interpreta la canción junto a la banda.
El video fue el video musical más rápido de la banda en alcanzar 1 millón de visitas, solo un poco más de dos meses después de su lanzamiento en enero de 2020. Desde entonces, sigue siendo el video musical de más rápido crecimiento lanzado por la banda, superando todos los videos lanzados. en la era de los efectos secundarios en rápida sucesión.
En julio de 2021, la canción alcanzó los 5 millones de visitas en YouTube. Esta se convertiría en la tercera canción de la banda en alcanzar este hito en la plataforma, que antes solo habían logrado "Gone" y "Die Tomorrow". No mucho después, se convirtió en el segundo video musical más visto de la banda, superando a "Gone". A fines de noviembre, "Mayday" superó a "Die Tomorrow" para convertirse en la canción más vista de la banda en el sitio.
A partir de marzo de 2022, la canción tiene más de 6 millones de visitas en YouTube.

## Personal
Coldrain
- Masato Hayakawa – Voz principal, letras
- Ryo Yokochi - guitarra principal, programación, composición
- Kazuya Sugiyama – Guitarra rítmica
- Ryo Shimizu - Bajo
- Katsuma Minatani - batería